# French Open 2016 (turniej legend poniżej 45 lat)
French Open 2016 – turniej legend poniżej 45 lat – zawody deblowe legend poniżej 45 lat, rozgrywane w ramach drugiego w sezonie wielkoszlemowego turnieju tenisowego, French Open. Zmagania miały miejsce pomiędzy 1–5 czerwca na ceglanych kortach Stade Roland Garros w 16. dzielnicy francuskiego Paryża.

## Drabinka

#### Klucz
- w/o – walkower
- k – krecz
- d – dyskwalifikacja
- Q – kwalifikant
- WC – dzika karta
- LL – szczęśliwy przegrany
- Alt – zawodnik zastępczy
- PR – ochrona rankingu
- SE – specjalna przepustka
- ITF – ranking ITF
- JE – ranking juniorski

### Faza finałowa
|  |       |                                    |   |   |  |
|  | Finał |                                    |   |   |  |
|  |       |                                    |   |   |  |
|  |       |                                    |   |   |  |
|  |       |                                    |   |   |  |
|  |       | Sébastien Grosjean Fabrice Santoro | 4 | 4 |  |
|  |       | Sébastien Grosjean Fabrice Santoro | 4 | 4 |  |
|  |       | Juan Carlos Ferrero Carlos Moyá    | 6 | 6 |  |
|  |       | Juan Carlos Ferrero Carlos Moyá    | 6 | 6 |  |
|  |       |                                    |   |   |  |

### Faza początkowa

#### Grupa A
|    |                                        | Sébastien Grosjean Fabrice Santoro | Jewgienij Kafielnikow Andrij Medwediew | Thomas Enqvist Magnus Norman | Mecze W–L | Sety W–L | Gemy W–L | Miejsce |
| A1 | Sébastien Grosjean Fabrice Santoro     |                                    | 6:2, 4:6, 11–9 (3 czerwca)             | 6:4, 6:4 (2 czerwca)         | 2–0       | 4–1      | 23–16    | 1.      |
| A2 | Jewgienij Kafielnikow Andrij Medwediew | 2:6, 6:4, 9–11 (3 czerwca)         |                                        | 6:4, 3:6, 11–13 (4 czerwca)  | 0–2       | 2–4      | 18–22    | 3.      |
| A3 | Thomas Enqvist Magnus Norman           | 4:6, 4:6 (2 czerwca)               | 4:6, 6:3, 13–11 (4 czerwca)            |                              | 1–1       | 2–3      | 19–22    | 2.      |

#### Grupa B
|    |                                 | Arnaud Clément Nicolas Escudé | Juan Carlos Ferrero Carlos Moyá | Michael Chang Àlex Corretja | Mecze W–L | Sety W–L | Gemy W–L | Miejsce |
| B1 | Arnaud Clément Nicolas Escudé   |                               | 2:6, 6:7(5) (1 czerwca)         | 1:6, 4:6 (2 czerwca)        | 0–2       | 2–4      | 13–25    | 3.      |
| B2 | Juan Carlos Ferrero Carlos Moyá | 6:2, 7:6(5) (1 czerwca)       |                                 | 6:3, 6:3 (3 czerwca)        | 2–0       | 4–0      | 25–14    | 1.      |
| B3 | Michael Chang Àlex Corretja     | 6:1, 6:4 (2 czerwca)          | 3:6, 3:6 (3 czerwca)            |                             | 1–1       | 2–2      | 18–17    | 2.      |